# Avitus av Vienne
Avitus av Vienne är ett katolsk helgon, ärkebiskop av Vienne ca 490-518.
Avitus utrotade arianismen i kungariket Burgund och bekämpade semipelagianismen. Han författade bland annat ett bibliskt epos på omkring 2.500 hexametrar. Avitus brev utgör en viktig källa till tidens historia. Känt är särskilt hans brev till Klodvig I angående dennes dop. Hans samlade verk utgavs av Rudolf Peiper i Monumenta Germaniæ historica (1883).